# Mario Giovanni Guerriero Ruffini
Mario Giovanni Guerriero Ruffini (ur. 15 kwietnia 1937 w Costa Volpino, zm. 15 września 1990 w Lovere) – włoski polityk i samorządowiec, eurodeputowany III kadencji.

## Życiorys
Kształcił się w zakresie ekonomii i handlu, pracował jako konsultant. Zaangażował się również w działalność polityczną w ramach Chrześcijańskiej Demokracji. Był burmistrzem swojej rodzinnej miejscowości. Od 1970 wybierany na radnego Lombardii, pełnił funkcję asesora do spraw m.in. rolnictwa i przemysłu, a także wiceprzewodniczącego rady regionalnej. W 1989 uzyskał mandat posła do Parlamentu Europejskiego. Był m.in. członkiem grupy chadeckiej. Zmarł w trakcie III kadencji Europarlamentu.